# Мардар Ганна Іванівна
Ганна Іванівна Мардар (16 листопада 1941, с. Мгар Лубенського району Полтавської області — 28 квітня 2014, Чернівці) — український науковець. Доктор медичних наук (1997), професор (2001), заступник завідувача кафедри здоров'я людини, спортивної рекреації та фітнесу Чернівецького національного університету імені Юрія Федьковича. Нагороджена нагрудним знаком «Винахідник СРСР».
Наукові дослідження: гістофізіологія острівкового апарату підшлункової залози, еритроцитарне депо катехоламінів у нормі та при патології; вплив солей важких металів і радіації на систему крові й ендокринні органи (гіпофіз, надниркові залози); вплив фізичного виховання на стан здоров’я молоді, формування здорового способу життя.
- «Хронічна недостатність мозкового кровообігу: прогнозування, компенсація, діагностика та лікування» (2000);
- «Порівняльна анатомія хребетних» (2002).

На кафедрі здоров'я людини, спортивної рекреації та фітнесу Чернівецького національного університету ім. Ю. Федьковича працювала з 2008 по 2014 р. Читала курси:
- Анатомія людини;
- Валеологія з методикою викладання.